# Iñaki Gomez
Iñaki Gomez (ur. 16 stycznia 1988 w Meksyku) – kanadyjski lekkoatleta specjalizujący się w chodzie sportowym.
W 2009 zajął 20. miejsce na uniwersjadzie w Belgradzie. Piąty chodziarz igrzysk Wspólnoty Narodów w 2010. Rok później uplasował się na tej samej pozycji podczas uniwersjady w Shenzhen. W 2012 reprezentował Kanadę na igrzyskach olimpijskich w Londynie, na których zajął 13. miejsce. Brązowy medalista uniwersjady w Kazaniu w rywalizacji drużynowej (2013). W tym samym roku dotarł na metę jako ósmy podczas mistrzostw świata w Moskwie. W 2015 zdobył srebrny medal igrzysk panamerykańskich w Toronto. Złoty medalista mistrzostw Kanady oraz reprezentant kraju w pucharze świata w chodzie.
Rekord życiowy w chodzie na 20 kilometrów: 1:19:20 (20 marca 2016, Nomi) rekord Kanady.

## Osiągnięcia
| Rok  | Impreza                                | Miejsce        | Konkurencja                       | Lokata      | Wynik    |
| ---- | -------------------------------------- | -------------- | --------------------------------- | ----------- | -------- |
| 2007 | Mistrzostwa panamerykańskie juniorów   | São Paulo      | chód na 10 000 metrów             | 7. miejsce  | 46:08,84 |
| 2009 | Panamerykański puchar w chodzie        | San Salvador   | chód na 20 kilometrów             | 16. miejsce | 1:31:19  |
| 2009 | Uniwersjada                            | Belgrad        | chód na 20 kilometrów             | 20. miejsce | 1:29:55  |
| 2010 | Puchar świata w chodzie                | Chihuahua      | chód na 20 kilometrów             | 45. miejsce | 1:31:14  |
| 2010 | Igrzyska Wspólnoty Narodów             | Nowe Delhi     | chód na 20 kilometrów             | 5. miejsce  | 1:27:09  |
| 2011 | Uniwersjada                            | Shenzhen       | chód na 20 kilometrów             | 5. miejsce  | 1:26:21  |
| 2012 | Puchar świata w chodzie                | Sarańsk        | chód na 20 kilometrów             | 13. miejsce | 1:21:58  |
| 2012 | Igrzyska olimpijskie                   | Londyn         | chód na 20 kilometrów             | 13. miejsce | 1:20:58  |
| 2013 | Panamerykański puchar w chodzie        | Gwatemala      | chód na 20 kilometrów             | 8. miejsce  | 1:27:58  |
| 2013 | Uniwersjada                            | Kazań          | chód na 20 kilometrów             | 5. miejsce  | 1:22:29  |
| 2013 | Uniwersjada                            | Kazań          | chód na 20 kilometrów (drużynowo) | 3. miejsce  | 4:20:35  |
| 2013 | Mistrzostwa świata                     | Moskwa         | chód na 20 kilometrów             | 8. miejsce  | 1:22:21  |
| 2014 | Puchar świata w chodzie                | Taicang        | chód na 20 kilometrów             | 12. miejsce | 1:20:18  |
| 2015 | Igrzyska panamerykańskie               | Toronto        | chód na 20 kilometrów             | 2. miejsce  | 1:24:25  |
| 2015 | Mistrzostwa świata                     | Pekin          | chód na 20 kilometrów             | 15. miejsce | 1:21:55  |
| 2016 | Drużynowe mistrzostwa świata w chodzie | Rzym           | chód na 20 kilometrów             | 7. miejsce  | 1:20:12  |
| 2016 | Igrzyska olimpijskie                   | Rio de Janeiro | chód na 20 kilometrów             | 12. miejsce | 1:21:12  |